# Jardin Habib-Thameur
Le jardin Habib-Thameur (arabe : حديقة الحبيب ثامر) est un jardin public de la ville de Tunis (Tunisie) aménagé en 1957 et encadré par l'avenue de Paris, l'avenue de la Liberté, l'avenue Habib-Thameur, la rue des Salines et l'avenue de Londres, non loin du quartier de Lafayette.
Il porte le nom de Habib Thameur, résistant, héros de l'indépendance et homme politique tunisien.
Le jardin prend la place du cimetière israélite de Tunis déplacé dans le quartier du Borgel. La station de bus du même nom et la station de métro République se situent à proximité.